# Leptospermum parviflorum
Leptospermum parviflorum är en myrtenväxtart som beskrevs av Theodoric Valeton. Leptospermum parviflorum ingår i släktet Leptospermum och familjen myrtenväxter. Inga underarter finns listade i Catalogue of Life.